# Оджас (Флорида)
Оджас (англ. Ojus) — статистически обособленная местность, расположенная в округе Майами-Дейд (штат Флорида, США) с населением в 18 036 человек по статистическим данным переписи 2010 года.

## География
По данным Бюро переписи населения США статистически обособленная местность Оджас имеет общую площадь в 8,55 квадратных километров, из которых 7,25 кв. километров занимает земля и 1,29 кв. километров — вода. Площадь водных ресурсов округа составляет 15,09 % от всей его площади.
Статистически обособленная местность Оджас расположена на высоте 3 м над уровнем моря.

## Демография
По данным переписи населения 2000 года в Оджасe проживало 16 642 человека, 4345 семей, насчитывалось 7089 домашних хозяйств и 8035 жилых домов. Средняя плотность населения составляла около 1946,43 человека на один квадратный километр. Расовый состав населённого пункта распределился следующим образом: 85,09 % белых, 7,05 % — чёрных или афроамериканцев, 0,13 % — коренных американцев, 1,74 % — азиатов, 0,04 % — выходцев с тихоокеанских островов, 2,86 % — представителей смешанных рас, 3,08 % — других народностей. Испаноговорящие составили 30,60 % от всех жителей статистически обособленной местности.
Из 7089 домашних хозяйств в 27,6 % воспитывали детей в возрасте до 18 лет, 46,2 % представляли собой совместно проживающие супружеские пары, в 11,3 % семей женщины проживали без мужей, 38,7 % не имели семей. 33,1 % от общего числа семей на момент переписи жили самостоятельно, при этом 16,5 % составили одинокие пожилые люди в возрасте 65 лет и старше. Средний размер домашнего хозяйства составил 2,33 человек, а средний размер семьи — 2,98 человек.
Население статистически обособленной местности по возрастному диапазону по данным переписи 2000 года распределилось следующим образом: 21,5 % — жители младше 18 лет, 6,4 % — между 18 и 24 годами, 26,9 % — от 25 до 44 лет, 25,6 % — от 45 до 64 лет и 19,5 % — в возрасте 65 лет и старше. Средний возраст жителей составил 42 года. На каждые 100 женщин в Оджасe приходилось 87,3 мужчин, при этом на каждые сто женщин 18 лет и старше приходилось 83,0 мужчин также старше 18 лет.
Средний доход на одно домашнее хозяйство статистически обособленной местности составил 33 294 доллара США, а средний доход на одну семью — 41 693 доллара. При этом мужчины имели средний доход в 34 773 доллара США в год против 28 781 доллар среднегодового дохода у женщин. Доход на душу населения статистически обособленной местности составил 33 294 доллара в год. 11,1 % от всего числа семей в населённом пункте и 13,5 % от всей численности населения находилось на момент переписи населения за чертой бедности, при этом 14,2 % из них были моложе 18 лет и 15,8 % — в возрасте 65 лет и старше.